# Ā̊
Ā̊, ā̊ – litera rozszerzonego alfabetu łacińskiego, powstała poprzez połączenie litery A z kółkiem i makronem. Wykorzystywana jest w transliteracji języka awestyjskiego. Odpowiada dźwiękowi [ɑː], tj. samogłosce otwartej tylnej niezaokrąglonej w iloczasie.

## Kodowanie
| Forma     | Wygląd | Części składowe | Części składowe | Kodowanie     |
| --------- | ------ | --------------- | --------------- | ------------- |
| majuskuła | Ā̊      | U+0100 Ā        | U+030A ◌̊        | U+0100 U+030A |
| minuskuła | ā̊      | U+0101 ā        | U+030A ◌̊        | U+0101 U+030A |